# Tige Andrews
Tige Andrews (Brooklyn, Nova Iorque 19 de março de 1920 – Encino, Califórnia, 27 de janeiro de 2007) foi um actor norte-americano de ascendência síria. Ficou mais conhecido pelo seu papel de Capitão "Adam Greer" na série televisiva "The Mod Squad".

## Biografia
Andrews nasceu em Brooklyn, Nova Iorque; os seus pais, seguindo o costume sírio, deram-lhe o nome de um animal forte para lhe assegurar boa saúde. A sua mãe faleceu quando ele tinha três anos de idade, e o seu pai voltaria a casar mais tarde.
Andrews foi ferido na Sicília enquanto servia o exército, durante Segunda Guerra Mundial e por isso regressou a casa. Formou-se na Academia Americana de Artes Dramáticas, em Nova Iorque. Em 1955, Andrews conseguiu a aclamação da crítica na recriação de "The Threepenny Opera", como o cantor de estrada e mais tarde apresentou-se em São Francisco e Los Angeles. Andrews partiu para dirigir "The Threepenny Opera" no Arizona. Enquanto isso, em Nova Iorque, o realizador John Ford escolhia-o para a versão cinematográfica de "Mister Roberts" depois de vê-lo actuar na Broadway. Antes de mudar-se para a Califórnia, Tige casou com Norma Thornton, a bailarina regular do "The Ed Sullivan Show". O casamento durou 46 anos, e só terminaria com a morte dela, em 1996.
Andrews fez aparições frequentes na televisão na década de 1960. Para além de ser um membro do elenco de "The Phil Silvers Show (1955-1957), Andrews apareceu em vários programas, como "The Big Valley", "The Fugitive" (série de TV), "Gunsmoke", "Star Trek" (como "Kras" no episódio "Friday's Child") e "Gomer Pyle, U.S.M.C.".
Os personagens mais conhecidos de Andrews foram "Lieutenant Johnny Russo" em "The Detectives" protagonizado por Robert Taylor e "Capitão Adam Greer" no drama policial "The Mod Squad". Andrews recebeu nomeações para um Emmy e para um Globo de Ouro, e ganhou um Logie Award pelo seu trabalho em "The Mod Squad". Esta série, produzida por Aaron Spelling entre 1968 e 1973 tornou-se um marco da televisão por apresentar pela primeira vez no seu elenco fixo jovenms hippies desajustados. Nos seus episódios foram abordados frequentemente temas tabu para a época, como a prostituição juvenil, drogas e gravidez precoce. Andrews reuniu-se com os seus colegas de elenco em "Mod Squad" para um telefilme de 1979: "Return of the Mod Squad".
Depois do final das séries, Andrews continuou a aparecer como convidado em várias séries televisivas tais como: "Zorro", "Aventuras no Paraíso", "Mr.Novack", "Dr. Kildare", "Ben Casey", "Inferno nos Céus", "Jericho", "Big Valley", "O Fugitivo", "FBI", "As Aventuras de Dundee e Culhane", "Jornada nas Estrelas - Clássica", "Gunsmoke", "Marcus Welby", "A Costa de São Francisco" (também conhecido como Costa Brava e O Homem das Mil Faces), "Os Novos Centuriões", "Police Woman", "Kojac", "Vega$", "CHIP's Quincy - Corpo de Delito", "Moto Laser", "Na Mira do Tira", " e "Crime, disse ela".(também conhecido por Assassinato por escrito). Ele retirou-se da carreira de actor no início da década de 1990, depois de aparecer em mais de 100 papéis no palco, cinema e televisão.
Além da carreira de actor, Andrews também desenvolveu actividades como pintor e cantor. O seu trabalho artístico foi exposto em galerias de arte de Los Angeles, e alguns deles foram publicados no livro "Actors As Artists" de Jim McMullan e Dick Gautier. Ele escreveu e gravou dois singles na década de 1970: "Keep America Beautiful" e "The Mod Father.
Andrews morreu de parada cardíaca na sua casa, em Encino, California, aos 86 anos.